# Shoshong
Shoshong is een dorp in het district Central in Botswana. De plaats telt 9678 inwoners (2011).